# Chlodomer frank király
Chlodomer, más írásmóddal Clodomir (495 – 524. június 21./25.) frank király Orléansban (a Garonne és a Loire között) 511-től haláláig.
I. Chlodvig második legidősebb fiaként született. Chlodvig halála után a fivéreivel való osztozkodás során a mai Franciaország nyugati és középső területein kapott birtokokat: Orléans fővárossal. Egyedül az ő királysága alkotott összefüggő területet a Loire két partján. 523-ban két bátyjával, I. Childeberttel és I. Chlotharral szövetkezve megtámadta keleti szomszédait, a burgundokat. A burgund királyt, Sigismundot elfogták, és családjával (és híveivel) együtt kivégezték. Egy évvel később féltestvérével, I. Theuderichkal kötött szövetséget, s ismét megtámadta a burgundokat, akiket ezúttal Sigismund fivére, Godomer király vezetett. Miután Chlodomer elesett a vézeronce-i csatában Godomer ellen, két kisfiát Chlothar és Childebert megölette. Harmadik fia, Clodovald egyházi pályára lépett, s megalapította a róla elnevezett párizsi kolostort (Saint-Cloud). Chlodomer birtokait három fivére, Theuderich, Childebert és Chlothar egymás közt felosztotta.

## Lásd még
- Frank királyok listája
- A Meroving-házi királyok családfája

| Előző uralkodó: I. Klodvig | Frank király 511 – 524 | Következő uralkodó: I. Chlothar |